# Museo Sainte-Croix
El museo Sainte-Croix es el museo más grande de la ciudad de Poitiers, Francia. Construido en 1974 siguiendo el proyecto del arquitecto Jean Monge, se ubica en lo que fue la abadía Sainte-Croix.
Su colección está dividida en diferentes partes como prehistoria, arqueología antigua y medieval, bellas artes o historia del Poitou.

## Colecciones

### Prehistoria

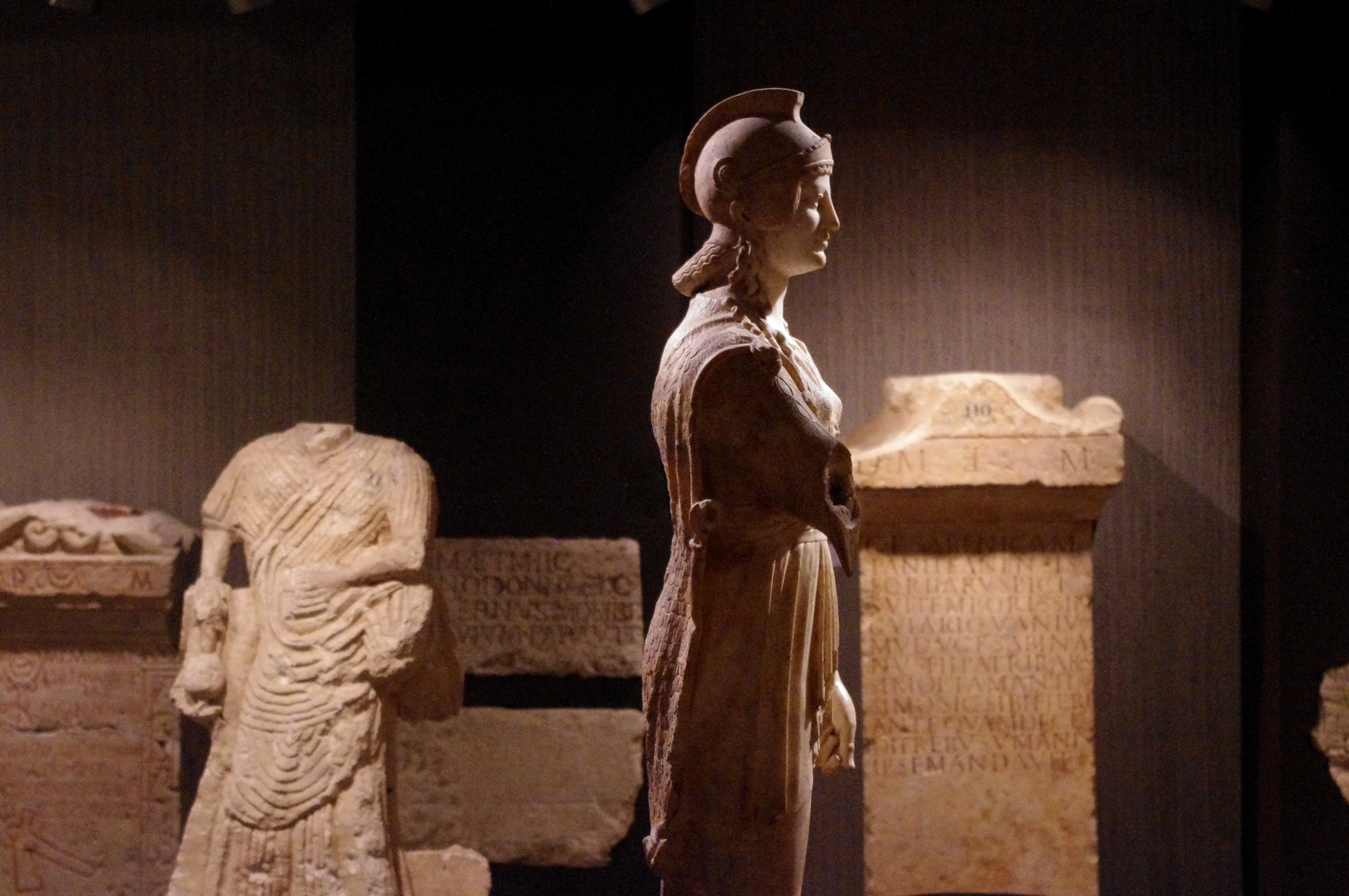
La Minerva de Poitiers, descubierta en 1901 y expuesta en las salar de arqueología, en el subsuelo

- Grabados de la cueva de la Marche (magdaleniense) ;
- Mobiliario de la colección Patte (Neolítico) ;
- Cerámica decorativa antropomorfa del Camp Allaric (Edad de Hierro).

### Antigüedad romana
- Estatua de Atenea, mármol romano según un original griego descubierto en Poitiers en 1901 (s. I-II)
- Tesoro monetario galo de Chevanceux (17)
- Depósito aristocrático de Antran (s. I)
- Epitafio de Claudia Varenilla (s. II)
- Base de un monumento honorífico dedicado a Marco Sedacio Severiano (s. II)
- Importantes y numerosas esculturas indígenas (época romana)
- Serie de vasos de época romana
- Objetos de adorno antiguos

### Alta Edad Media
- Decoraciones descubiertas en el antiguo priorato de Saint-Pierre de Vouneuil-sous-Biard (s. V-VI): es el conjunto más completo y más antiguo de Francia
- Fragmento de un sarcófago en el que se lee  La pierre qui pue (la piedra que apesta) encontrado en la necrópolis levantada alrededor de la tumba de Hilario (s. IV)
- Les Larrons : base de una crucifixión monumental única en Europa
- Sarcófago paleocristiano de Loudun con decoración historiada (s. V)
- Base de una crucifixión monumental en piedra proveniente del Hipogeo de las Dunas, una capilla funeraria del Abad Mellebaude del siglo VII. Sitio excepcional de la Alta Edad Media que reúne un conjunto de esculturas e inscripciones.

### Edad Media
- Fragmentos del portón de la Iglesia San Hilario el Grande (Église Saint-Hilaire le Grand)

### Periodo románico
- Chapiteau de la Dispute (capitel de la disputa): Poitiers, pilar de Justicia en el que se lee Les 3 Piliers (s. XI) ;
- Vaso-relicario de Saint-Savin-sur-Gartempe. Taller de vasos de lujo en azul cobalto con decoración blanca de Europa occidental.

### Renacimiento
- Esculturas del castillo de Bonnivent.

### Historia de Poitiers y del Poitou
- François Nautré : Le Siège de Potiers en 1569, 1619, óleo sobre tela
- Jean Gargot : La Grand'Goule, 1677, madera policromada
- Guillaume Berthelot, Statue de Louis XIII proveniente del castillo de Richelieu

### Artes decorativas
- Oficina de ébano, s. XVII, fabricación italiana.
- Cómoda de estilo de transición.
- Colección de porcelana (s. XIX).

### Pintura y escultura antigua (anterior a 1800)
- Johann Karl Loth, Mars et Venus, óleo sobre tela.
- Ferraù Fenzoni, La mise au tombeau, óleo sobre tela.
- Jean-Baptiste Marie Pierre, Aurore et Titon, 1747, óleo sobre tela.
- Guillaume Berthelot, estatua de Luis XIII proveniente del castillo de Richelieu, mármol.
- Giovanni Lanfranco, Élie et la veuve de Sarepta, óleo sobre tela.
- Ambrosius Bosschaert (attr.), Nature morte au papillon, óleo sobre cobre.
- Anónimo flamento, retrato de Fernando II de Aragón, óleo sobre panel.
- Paolo Veneziano, 14 fragmentos, témpera sobre madera.
- Maître de la Légende de sainte Marie-Madeleine, Madone à l'Enfant, óleo sobre panel.
- Gabriel-François Doyen, Mars blessé par Diomède, óleo sobre tela.
- Geneviève Brossard de Beaulieu, La poésie pleurant la mort de Voltaire, óleo sobre tela.
- Louis Gauffier, Le repos durant la fuite en Égypte, 1792, óleo sobre tela.

### Pintura y escultura de los siglosXIXyXXXIXetXX
- Camille Claudel : siete obras, entre ellas Niobide blessée y Jeune femme aux yeux clos
- Auguste Rodin
- Max Ernst
- Jean Broc : La Mort d'Hyacinthe
- Paolo Veneziano
- Pierre-Henri de Valenciennes
- Jean-Auguste-Dominique Ingres
- Louis Lafitte
- Théodore Chassériau
- Hippolyte Flandrin
- Eugène Fromentin
- Eugène Boudin
- Armand Guillaumin
- Alfred Sisley
- Gustave Moreau
- Odilon Redon
- Eugène Carrière
- Maximilien Luce
- Piet Mondrian
- Pierre Bonnard
- Édouard Vuillard
- Léon Lehmann
- Albert Marquet
- Philippe Cara Costea
- Romaine Brooks
- Sarah Lipska
- Ismaël de la Serna
- Alfred Courmes
- Charles Müller
- James Pradier
- Léopold Burthe
- Amaury-Duval
- Pierre-Henri Ducos de La Haille
- Louis Billotey
- Chana Orloff
- Suzanne Roger
- Jacques Augustin Pajou
- Henri Doucet
- Marius Borgeaud
- Alfred de Curzon

### Arte gráfico
El gabinete de arte gráfico del Museo Sainte-Croix engloba los dibujos de la donación Babinet y las fotografías provenientes de una antigua colección de Bernard Lamarche-Vadel. Dada su fragilidad, estas obras se presentan al público únicamente durante exposiciones temporales.

#### Dibujo
- Eugène Delacroix
- Eugène Fromentin
- Alexandre Denis Abel de Pujol
- Théodore Chassériau
- Jean-Baptiste Oudry
- Alfons Mucha
- Massimo Stanzione
- François Lemoyne
- Théodore Géricault
- Giovanni Battista Pittoni
- Dionys Calvaert
- Hans Süss von Kulmbach

#### Fotografía
- Alfred Perlat
- Édouard Baldus
- Diane Arbus
- William Klein
- Jean-Philippe Reverdot
- François Kollar
- Laure Albin-Guillot
- Jeanne Rogeon
- Jules Robuchon
- Fernand Michaud

## Exposiciones
- Camille Claudel (1984)
- Yvan Gallé[1] (1986)
- Romaine Brooks (1987)
- Chana Orloff (1992)
- Aux rives de l'Incertain, histoire et représentation des marais occidentaux du Moyen Âge à nos jours  (2002)
- Le stuc, visage oublié de l'art médiéval (2005)
- Dessins baroques de Naples (2010)
- L'Âge roman (2011)
- Amor à mort. Tombes remarquables du centre-ouest de la Gaule (2012)
- La Licorne et le Bézoard, une histoire des cabinets de curiosité des origines à nos jours (2013)
- Engagement : collectionner/partager (2015)
- Images Révélées : Poitiers à l'épreuve de la photographie 1839-1914 (2015)

## Galería

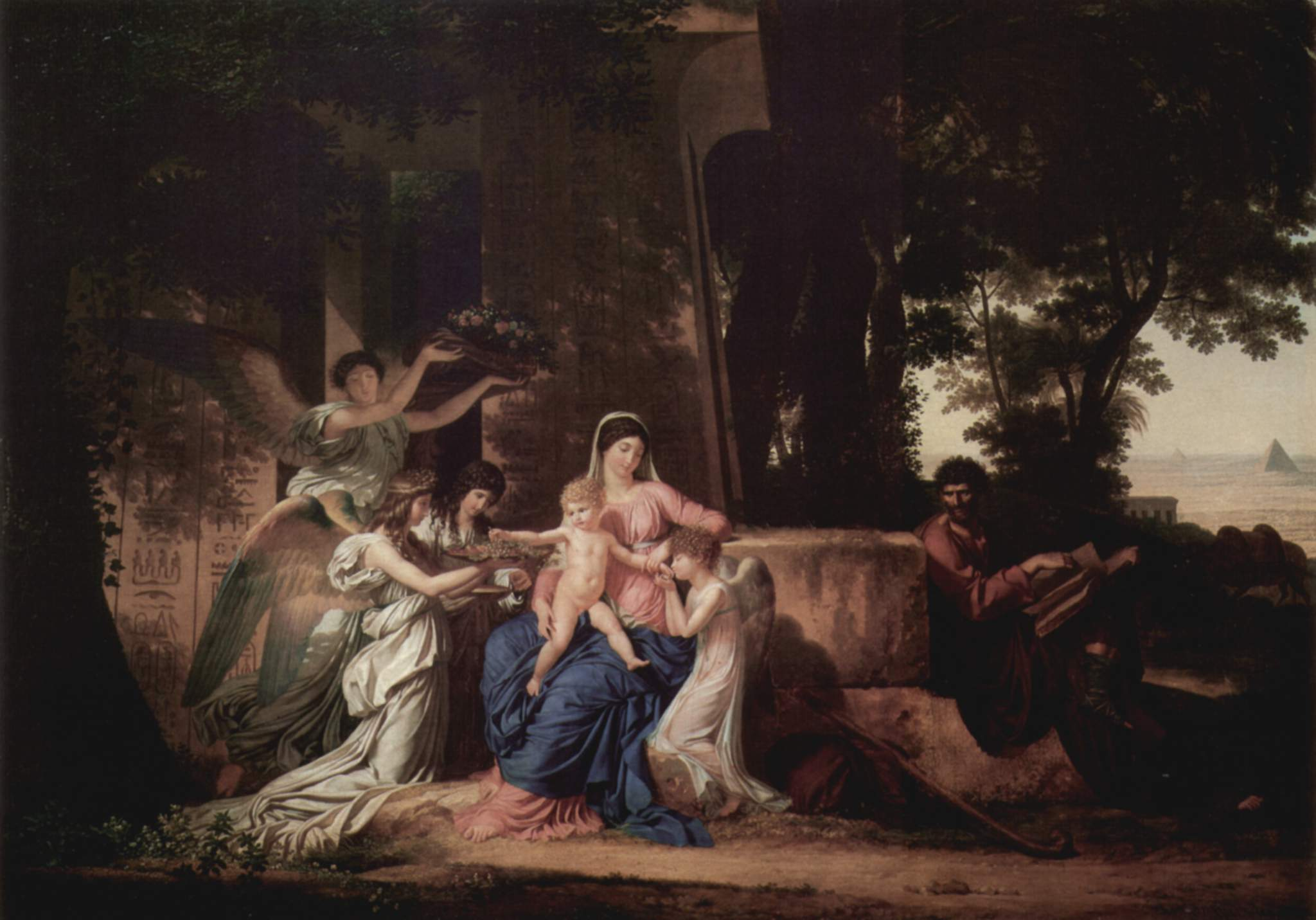
Louis Gauffier, Le Repos de la Sainte Famille pendant la fuite en Égypte (1792).
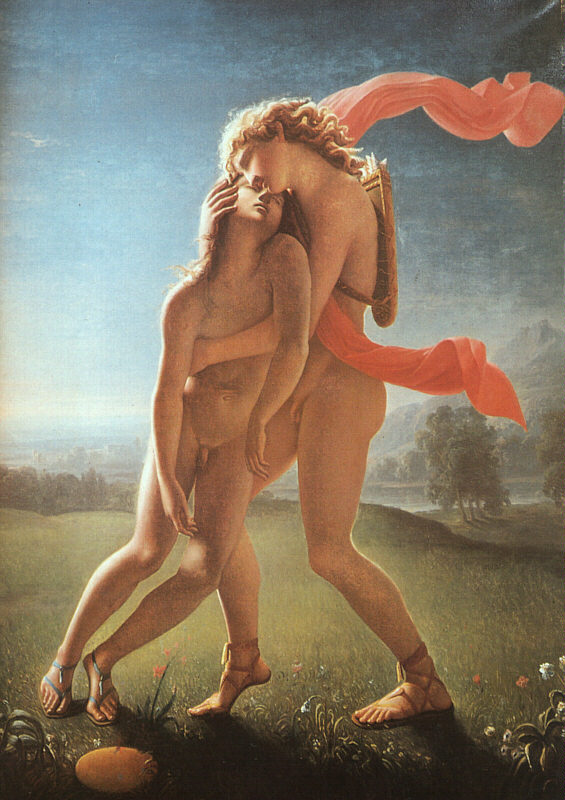
Jean Broc, La Mort d'Hyacinthe (1801).
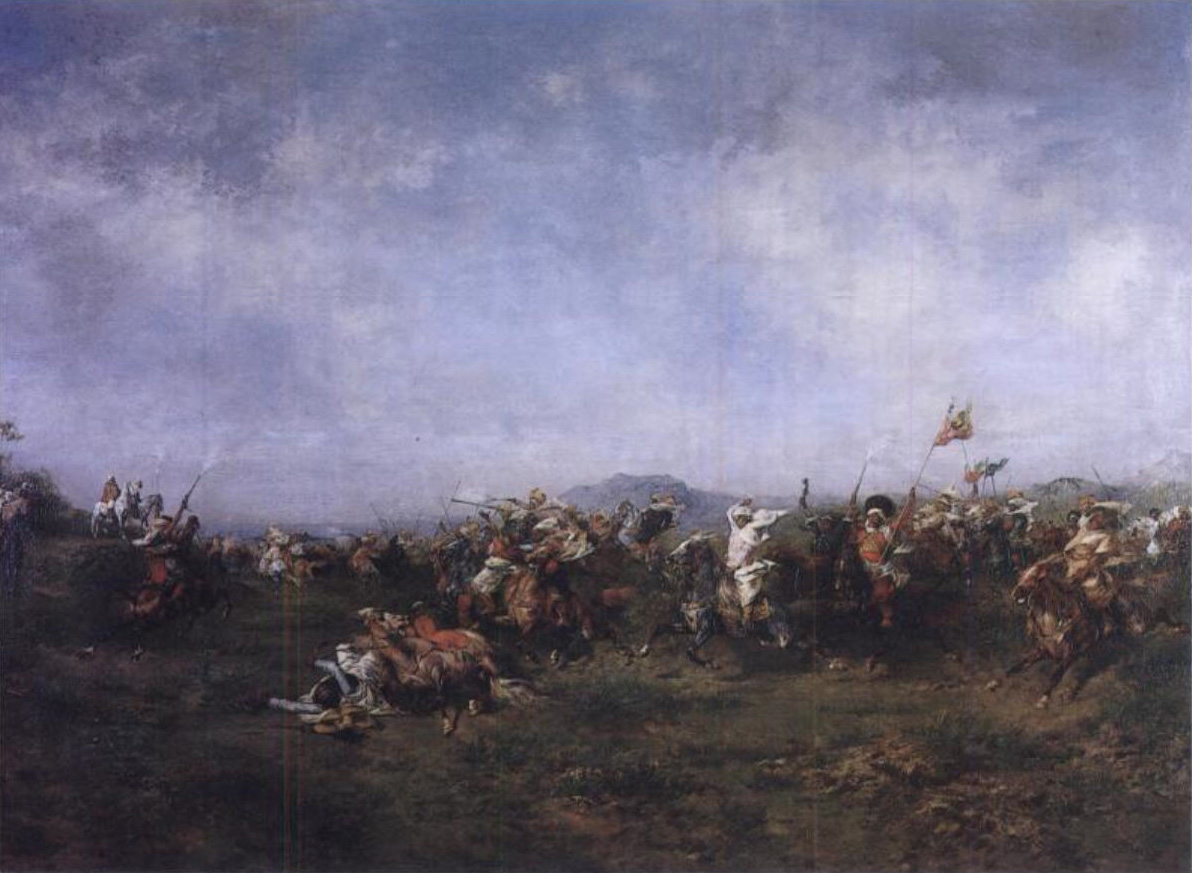
Eugène Fromentin, Une fantasia, Algérie (1869).
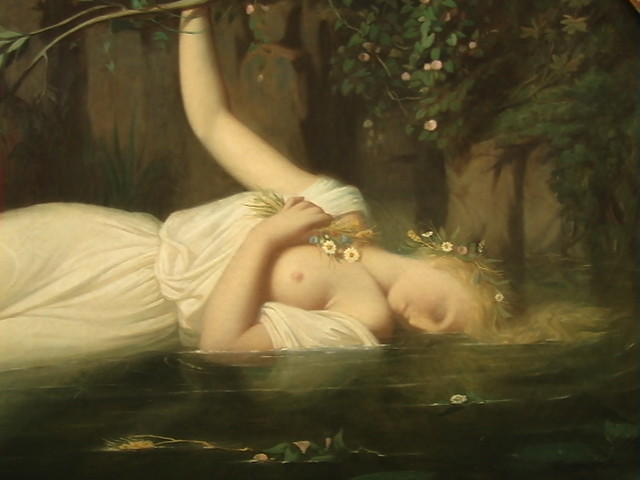
Léopold Burthe, Ophélie (1851), detalle.